# Andrea Bregno

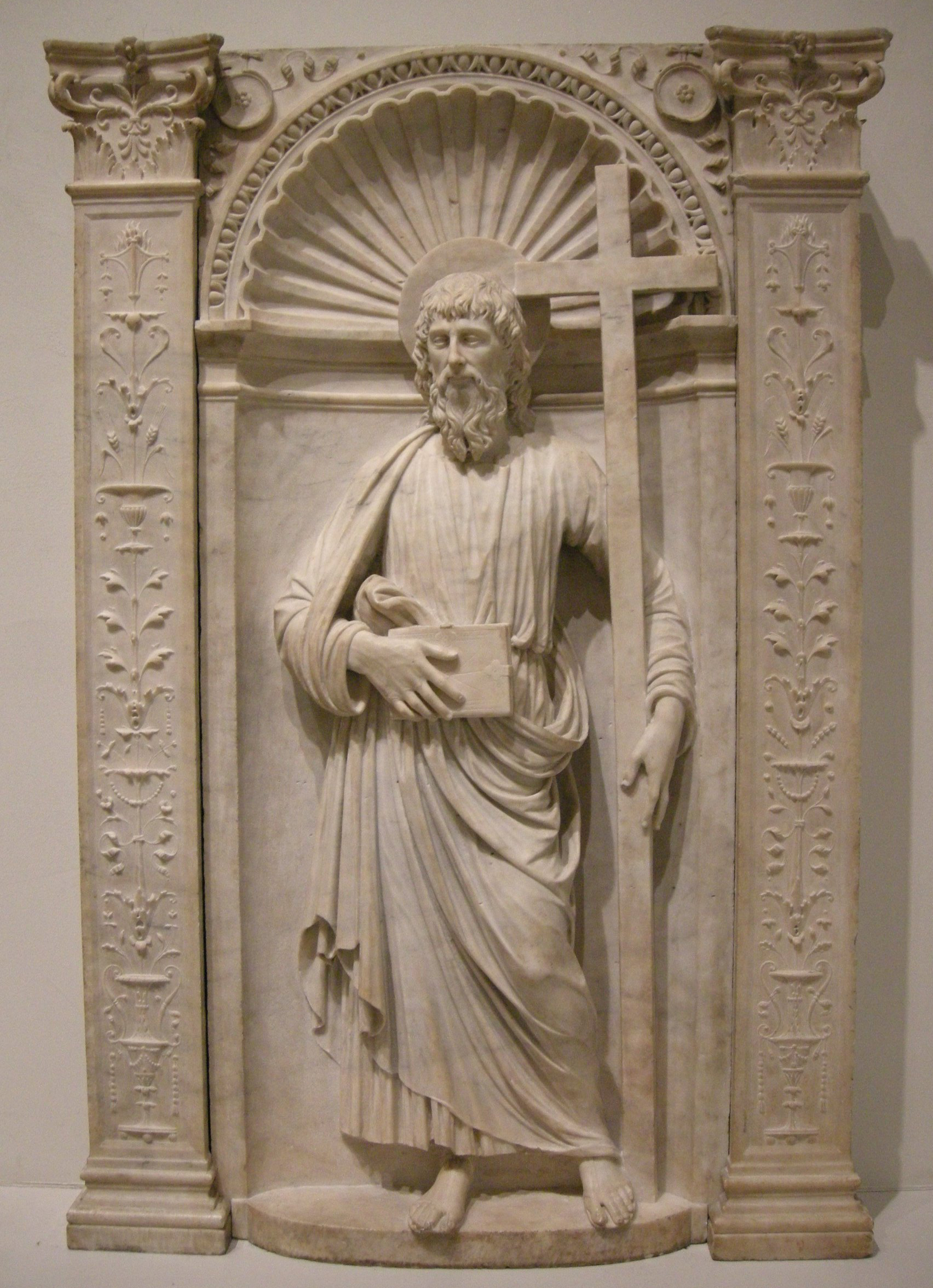
Sankt Andreas av Andrea Bregno.

Andrea Bregno, född 1421, död 1506 i Rom, var en italiensk skulptör.
Andrea Bregno var mestadels verksam i Rom, där han bland annat utförde kardinal Alain de Coëtivys grav i Santa Prassede.